# Список видов семейства Mimetidae
Список всех описанных видов пауков семейства Mimetidae на 29 декабря 2013 года.

## Arocha
Arocha Simon, 1893
- Arocha erythrophthalma Simon, 1893 — Перу, Бразилия
- Arocha rochai Mello-Leitao, 1941 — Бразилия

## Arochoides
Arochoides Mello-Leitao, 1935
- Arochoides integrans Mello-Leitao, 1935 — Бразилия

## Australomimetus
Australomimetus Heimer, 1986
- Australomimetus annulipes Heimer, 1986 — Лорд-Хау
- Australomimetus audax (Hickman, 1929) — Виктория, Тасмания
- Australomimetus aurioculatus (Hickman, 1929) — Южная Австралия
- Australomimetus burnetti Heimer, 1986 — Квинсленд, Новый Южный Уэльс
- Australomimetus catulli (Heimer, 1989) — Квинсленд
- Australomimetus childersiensis Heimer, 1986 — Квинсленд
- Australomimetus daviesianus Heimer, 1986 — Квинсленд
- Australomimetus diabolicus Harms & Harvey, 2009 — Западная Австралия
- Australomimetus djuka Harms & Harvey, 2009 — Западная Австралия
- Australomimetus dunlopi Harms & Harvey, 2009 — Западная Австралия
- Australomimetus hannemanni (Heimer, 1989) — Квинсленд
- Australomimetus hartleyensis Heimer, 1986 — Квинсленд
- Australomimetus hertelianus Heimer, 1986 — Квинсленд
- Australomimetus hirsutus Heimer, 1986 — Квинсленд
- Australomimetus japonicus (Uyemura, 1938) — Корея, Япония
- Australomimetus kioloensis Heimer, 1986 — Новый Южный Уэльс
- Australomimetus maculosus (Rainbow, 1904) — Квинсленд to Тасмания
- Australomimetus mendax Harms & Harvey, 2009 — Тасмания
- Australomimetus mendicus (O. P.-Cambridge, 1879) — Новая Зеландия
- Australomimetus miniatus Heimer, 1986 — Квинсленд
- Australomimetus nasoi Harms & Harvey, 2009 — Западная Австралия
- Australomimetus pseudomaculosus Heimer, 1986 — Квинсленд, Новый Южный Уэльс
- Australomimetus raveni Heimer, 1986 — Квинсленд
- Australomimetus robustus Heimer, 1986 — Квинсленд
- Australomimetus sennio (Urquhart, 1891) — Новая Зеландия
- Australomimetus spinosus Heimer, 1986 — Западная Австралия, Квинсленд
- Australomimetus stephanieae Harms & Harvey, 2009 — Западная Австралия
- Australomimetus subspinosus Heimer, 1986 — Новый Южный Уэльс
- Australomimetus sydneyensis Heimer, 1986 — Новый Южный Уэльс
- Australomimetus tasmaniensis (Hickman, 1928) — Австралия
- Australomimetus triangulosus Heimer, 1986 — Квинсленд

## Ermetus
Ermetus Ponomarev, 2008
- Ermetus inopinabilis Ponomarev, 2008 — Россия

## Ero
Ero C. L. Koch, 1836
- Ero aphana (Walckenaer, 1802) — Северное Полушарие (Остров Святой Елены, Квинсленд, Западная Австралия - ввезён)
- Ero cachinnans Brignoli, 1978 — Бутан
- Ero cambridgei Kulczynski, 1911 — Северное Полушарие
- Ero canala Wang, 1990 — Китай
- Ero canionis Chamberlin & Ivie, 1935 — США
- Ero capensis Simon, 1895 — Южная Африка
- Ero catharinae Keyserling, 1886 — Бразилия
- Ero comorensis Emerit, 1996 — Коморские острова, Сейшеллы
- Ero eburnea Thaler, 2004 — Кот-д’Ивуар
- Ero felix Thaler & van Harten, 2004 — Йемен
- Ero flammeola Simon, 1881 — Португалия to Корфу, Канарские Острова
- Ero furcata (Villers, 1789) — Северное Полушарие
- Ero furuncula Simon, 1909 — Вьетнам
- Ero galea Wang, 1990 — Китай
- Ero ganglia Yin & Bao, 2012 — Китай
- Ero gemelosi Baert & Maelfait, 1984 — Галапагоссы
- Ero goeldii Keyserling, 1891 — Бразилия
- Ero gracilis Keyserling, 1891 — Бразилия
- Ero humilithorax Keyserling, 1886 — Бразилия
- Ero japonica Bosenberg & Strand, 1906 — Россия, Китай, Корея, Япония
- Ero jiafui Yin & Bao, 2012 — Китай
- Ero juhuaensis Xu, Wang & Wang, 1987 — Китай
- Ero kompirensis Strand, 1918 — Япония
- Ero koreana Paik, 1967 — Россия, Китай, Корея, Япония
- Ero lata Keyserling, 1891 — Бразилия
- Ero lawrencei Unzicker, 1966 — Южная Африка
- Ero leonina (Hentz, 1850) — США
- Ero lodingi Archer, 1941 — США
- Ero lokobeana Emerit, 1996 — Мадагаскар
- Ero madagascariensis Emerit, 1996 — Мадагаскар
- Ero melanostoma Mello-Leitao, 1929 — Бразилия
- Ero pensacolae Ivie & Barrows, 1935 — США
- Ero quadrituberculata Kulczynski, 1905 — Мадейра
- Ero salittana Barrion & Litsinger, 1995 — Филиппины
- Ero spinifrons Mello-Leitao, 1929 — Бразилия
- Ero spinipes (Nicolet, 1849) — Чили, Аргентина
- Ero tuberculata (De Geer, 1778) — Северное Полушарие
- Ero valida Keyserling, 1891 — Бразилия

## Gelanor
Gelanor Thorell, 1869
- Gelanor altithorax Keyserling, 1893 — Бразилия
- Gelanor consequus O. P.-Cambridge, 1902 — Панама
- Gelanor depressus Chickering, 1956 — Панама
- Gelanor distinctus O. P.-Cambridge, 1899 — Панама
- Gelanor gertschi Chickering, 1947 — Панама
- Gelanor heraldicus Petrunkevitch, 1925 — Панама
- Gelanor innominatus Chamberlin, 1916 — Перу
- Gelanor insularis Mello-Leitao, 1929 — Бразилия
- Gelanor lanei Soares, 1941 — Бразилия
- Gelanor latus (Keyserling, 1881) — Чили, Перу, Бразилия
- Gelanor mabelae Chickering, 1947 — Панама
- Gelanor mixtus O. P.-Cambridge, 1899 — Гватемала, Панама
- Gelanor muliebris Dyal, 1935 — Пакистан
- Gelanor obscurus Mello-Leitao, 1929 — Бразилия, Парагвай
- Gelanor ornatus Schenkel, 1953 — Венесуэла
- Gelanor proximus Mello-Leitao, 1929 — Бразилия
- Gelanor zonatus (C. L. Koch, 1845) — Панама, Бразилия, Французская Гвиана, Парагвай

## Gnolus
Gnolus Simon, 1879
- Gnolus angulifrons Simon, 1896 — Чили, Аргентина
- Gnolus blinkeni Platnick & Shadab, 1993 — Чили, Аргентина
- Gnolus cordiformis (Nicolet, 1849) — Чили, Аргентина
- Gnolus limbatus (Nicolet, 1849) — Чили
- Gnolus spiculator (Nicolet, 1849) — Чили, Аргентина
- Gnolus zonulatus Tullgren, 1902 — Чили, Аргентина

## Kratochvilia
Kratochvilia Strand, 1934
- Kratochvilia pulvinata (Simon, 1907) — Принсипи

## Melaenosia
Melaenosia Simon, 1906
- Melaenosia pustulifera Simon, 1906 — Индия

## Mimetus
Mimetus Hentz, 1832
- Mimetus aktius Chamberlin & Ivie, 1935 — США
- Mimetus arushae Caporiacco, 1947 — Танзания
- Mimetus banksi Chickering, 1947 — Панама
- Mimetus bifurcatus Reimoser, 1939 — Коста-Рика
- Mimetus bigibbosus O. P.-Cambridge, 1894 — Мексика, Панама
- Mimetus bishopi Caporiacco, 1949 — Кения
- Mimetus brasilianus Keyserling, 1886 — Бразилия
- Mimetus caudatus Wang, 1990 — Китай
- Mimetus comorensis Schmidt & Krause, 1994 — Коморские острова
- Mimetus cornutus Lawrence, 1947 — Южная Африка
- Mimetus crudelis O. P.-Cambridge, 1899 — Гватемала
- Mimetus debilispinis Mello-Leitao, 1943 — Бразилия
- Mimetus dimissus Petrunkevitch, 1930 — Пуэрто-Рико, Антигуа
- Mimetus echinatus Wang, 1990 — Китай
- Mimetus epeiroides Emerton, 1882 — США
- Mimetus fernandi Lessert, 1930 — Конго
- Mimetus haynesi Gertsch & Mulaik, 1940 — США
- Mimetus hesperus Chamberlin, 1923 — США
- Mimetus hieroglyphicus Mello-Leitao, 1929 — Бразилия, Парагвай
- Mimetus hirsutus O. P.-Cambridge, 1899 — Мексика
- Mimetus hispaniolae Bryant, 1948 — Гаити
- Mimetus indicus Simon, 1906 — Индия
- Mimetus insidiator Thorell, 1899 — Западная Африка, Сан-Томе, Канарские Острова
- Mimetus keyserlingi Mello-Leitao, 1929 — Перу, Бразилия
- Mimetus labiatus Wang, 1990 — Китай
- Mimetus laevigatus (Keyserling, 1863) — Средиземноморье to Центральная Азия
- Mimetus madacassus Emerit, 1996 — Мадагаскар
- Mimetus margaritifer Simon, 1901 — Малайзия
- Mimetus marjorieae Barrion & Litsinger, 1995 — Филиппины
- Mimetus melanoleucus Mello-Leitao, 1929 — Бразилия
- Mimetus monticola (Blackwall, 1870) — Сицилия, Сирия, Египт
- Mimetus natalensis Lawrence, 1938 — Южная Африка
- Mimetus nelsoni Archer, 1950 — США
- Mimetus notius Chamberlin, 1923 — США
- Mimetus penicillatus Mello-Leitao, 1929 — Бразилия
- Mimetus portoricensis Petrunkevitch, 1930 — Пуэрто-Рико
- Mimetus puritanus Chamberlin, 1923 — США
- Mimetus rapax O. P.-Cambridge, 1899 — Коста-Рика, Панама
- Mimetus ridens Brignoli, 1975 — Филиппины
- Mimetus rusticus Chickering, 1947 — Панама
- Mimetus ryukyus Yoshida, 1993 — Тайвань, Острова Рюкю
- Mimetus saetosus Chickering, 1956 — Панама
- Mimetus sinicus Song & Zhu, 1993 — Китай
- Mimetus strinatii Brignoli, 1972 — Шри-Ланка
- Mimetus syllepsicus Hentz, 1832 — США, Мексика
  - Mimetus syllepsicus molestus Chickering, 1937 — Мексика
- Mimetus testaceus Yaginuma, 1960 — Китай, Корея, Япония
- Mimetus tillandsiae Archer, 1941 — США
- Mimetus triangularis (Keyserling, 1879) — Перу, Бразилия
- Mimetus trituberculatus O. P.-Cambridge, 1899 — Панама
- Mimetus tuberculatus Liang & Wang, 1991 — Китай
- Mimetus variegatus Chickering, 1956 — Панама
- Mimetus verecundus Chickering, 1947 — Панама
- Mimetus vespillo Brignoli, 1980 — Сулавеси

## Oarces
Oarces Simon, 1879
- Oarces ornatus Mello-Leitao, 1935 — Бразилия
- Oarces reticulatus (Nicolet, 1849) — Чили, Аргентина

## Phobetinus
Phobetinus Simon, 1895
- Phobetinus investis Simon, 1909 — Вьетнам
- Phobetinus sagittifer Simon, 1895 — Шри-Ланка

## Reo
Reo Brignoli, 1979
- Reo eutypus (Chamberlin & Ivie, 1935) — США
- Reo latro Brignoli, 1979 — Кения